# Ponta Grossa (tiểu vùng)
Ponta Grossa là một tiểu vùng thuộc bang Paraná, Brasil. Tiều vùng này có diện tích 6706 km², dân số năm 2007 là 382735 người.